# ハルニシオン
ハルニシオンは、馬場彩華、芹沢心色、来海とい、長浜瑠花、村瀬ゆうな、福間彩音からなる日本の6人組女性アイドルグループ。

## 概要
- 「花が咲き、季節を変える。」がコンセプト。[2]
- 2025年2月15日、Veats Shibuyaでの単独ライブ「ハルジオンが咲く頃に」でデビュー。[3]
- ファンクラブの名称は「ハルニシオン園芸部」。
- 全メンバーが元アイドル経験者(メンバー欄備考参照)。

## メンバー
| 名前                     | 愛称           | 誕生日  | 身長  | 出身地 | 担当カラー | 特技                           | 備考                             |
| ------------------------ | -------------- | ------- | ----- | ------ | ---------- | ------------------------------ | -------------------------------- |
| 馬場彩華 ばば さやか     | さやまる       | 5月2日  | 159cm | 佐賀県 | イエロー   | ダンス                         | 元HKT48                          |
| 芹沢心色 せりさわ こころ | こころ         | 10月7日 | 155cm | 東京都 | 赤色       | ギター(エレキ)                 | 元あいすなっつ                   |
| 来海とい くるみ とい     | といさん       | 10月1日 | 156cm | 千葉県 | グリーン   | ご飯を食べ進める配分           | 元Sharply ♯                      |
| 長浜瑠花 ながはま るか   | るかちゃん     | 2月27日 | 156cm | 宮城県 | むらさき   | レモンを無表情で食べる、猫吸い | 元ふぁんしーどりーみー(中島みる) |
| 村瀬ゆうな むらせ ゆうな | うな           | 1月4日  | 156cm | 茨城県 | ピンク     | ネガポジ変換、ベース、イラスト | 元群青の世界(村崎ゆうな)         |
| 福間彩音 ふくま あやね   | あちゃん、あち | 2月4日  | 158cm | 島根県 | 水色       | カメラ                         | 元EMuLate                        |

## 略歴

### 2025年
- 1月5日、Xにてプロジェクトを公開。
- 1月10日、全メンバーを発表。
- 2月15日、デビューライブ「ハルジオンが咲く頃に」をVeats Shibuyaで開催[4]、同時に春ツアー「gradation」の開催を発表。
- 3月15日～5月31日、春ツアー「gradation」を名古屋、大阪、仙台、福岡、東京の5都市で実施。[5]
- 4月7日、公式Youtube番組「咲け、ハルニシオン」開始。
- 5月29日、8組のゲストを迎え、初の主催ライブ「ハルライズ」を渋谷ストリームホールで開催。
- 6月5日、公式ファンクラブ「ハルニシオン園芸部」を開設。

## 楽曲一覧
| #  | 曲名               | 作詞           | 作曲               | 編曲                          | 初披露日      | 備考                                                                                |
| -- | ------------------ | -------------- | ------------------ | ----------------------------- | ------------- | ----------------------------------------------------------------------------------- |
| 1  | ハルニシオン       | ナッツP        | ナッツP            | 牧野太洋                      | 2025年2月15日 |                                                                                     |
| 2  | Jumpin'            | エンドウアンリ | エンドウアンリ     | エンドウアンリ/フクイチモトキ | 2025年2月15日 |                                                                                     |
| 3  | FlowerBird         | フクイチカズキ | フクイチモトキ     | フクイチモトキ                | 2025年2月15日 |                                                                                     |
| 4  | 音速少女           | エンドウアンリ | エンドウアンリ     | フクイチモトキ                | 2025年2月15日 |                                                                                     |
| 5  | 白春               | 南雲祐介       | 早川博隆、加藤祐平 | 加藤祐平、早川博隆            | 2025年2月15日 |                                                                                     |
| 6  | gradation          | 堀内雄斗       | 堀内雄斗           | 芝山武憲                      | 2025年4月13日 | やすとものいたって真剣です - 2025年6月度EDテーマ ニコイチ出張 - 2025年5月度EDテーマ |
| 7  | 夜明けを合図にして | 新谷風太       | 矢野達也           | 矢野達也                      | 2025年3月15日 |                                                                                     |
| 8  | アノソラへ         | エンドウアンリ | エンドウアンリ     |                               | 2025年5月29日 |                                                                                     |
| 9  | 微かなルクス       | フクイチカズキ | フクイチモトキ     | フクイチモトキ                | 2025年5月31日 |                                                                                     |
| 10 | 仮初花火           | 矢野達也       | 矢野達也           | 矢野達也                      | 2025年5月31日 |                                                                                     |

## 出演

### テレビ番組
- 全力坂 稲荷坂(2025年5月27日、EX) - 福間彩音[6]
- 全力坂 大岡山一丁目の坂(2025年6月27日、EX) - 福間彩音[7]

### ラジオ番組
- 田村奏のBe Lucky! (2025年2月19日、エフエム山陰,AuDee)[8][9]
- PAO〜N (2025年5月9日、KBCラジオ) - 馬場彩華、長浜瑠花[10]

### 雑誌
- Top Yell NEO 2025SPRING (2025年3月31日発売)[11]
- MARQUEE Vol.158 (2025年5月27日発売)[12]
- IDOLE FILE Vol.36 (2025年7月4日発売)[13]